# Ilonka Karasz
Ilonka Karasz, née le 13 juillet 1896 à Budapest et décédée le 26 mai 1981, est une designer et illustratrice hongro-américaine connue pour son design industriel d'avant-garde et pour ses nombreuses couvertures du magazine The New Yorker.

## Biographie
Originaire de la Hongrie, Ilonka Karasz est l'aînée des trois enfants de Mary Huber Karasz et de l'orfèvre Samuel Karasz. L'une de ses sœurs cadettes est la créatrice de mode et artiste textile, Mariska Karasz. Elle est l'une des premières femmes à étudier l'art au sein de la Royal Academy of Arts and Crafts. À cette époque, l'esthétique régnante est fortement imprégnée des travaux de la Wiener Werkstätte, une association d'artistes et d'artisans hongrois.
En 1913, Ilonka Karasz immigre aux États-Unis. Elle commence alors à faire carrière dans le Greenwich Village de New York, où elle s'impose comme une praticienne influente de l'art et du design moderne. Elle a également enseigné le design textile à la Modern Art School de New York.
En 1920, Ilonka Karasz se marie avec le chimiste néerlandais Willem Nyland. Ils sont les parents de deux enfants. Le couple construit une maison à Brewster, dans l'État de New York, où la designer vit la majeure partie de sa vie. La demeure fait l'objet d'une couverture dans le magazine House Beautiful en 1928. Entre 1929 et 1931, la famille s'installe à Java, où Ilonka Karasz peaufine son mélange éclectique de meubles modernes et traditionnels par des peintures murales qui rendent hommage au feuillage tropical environnant.
Ilonka Karasz décède au domicile de sa fille à Warwick, dans l'État de New York, sept semaines avant son 85e anniversaire. L'année suivant sa mort, la galerie new-yorkaise Fifty/50 organise une exposition personnelle de ses œuvres.

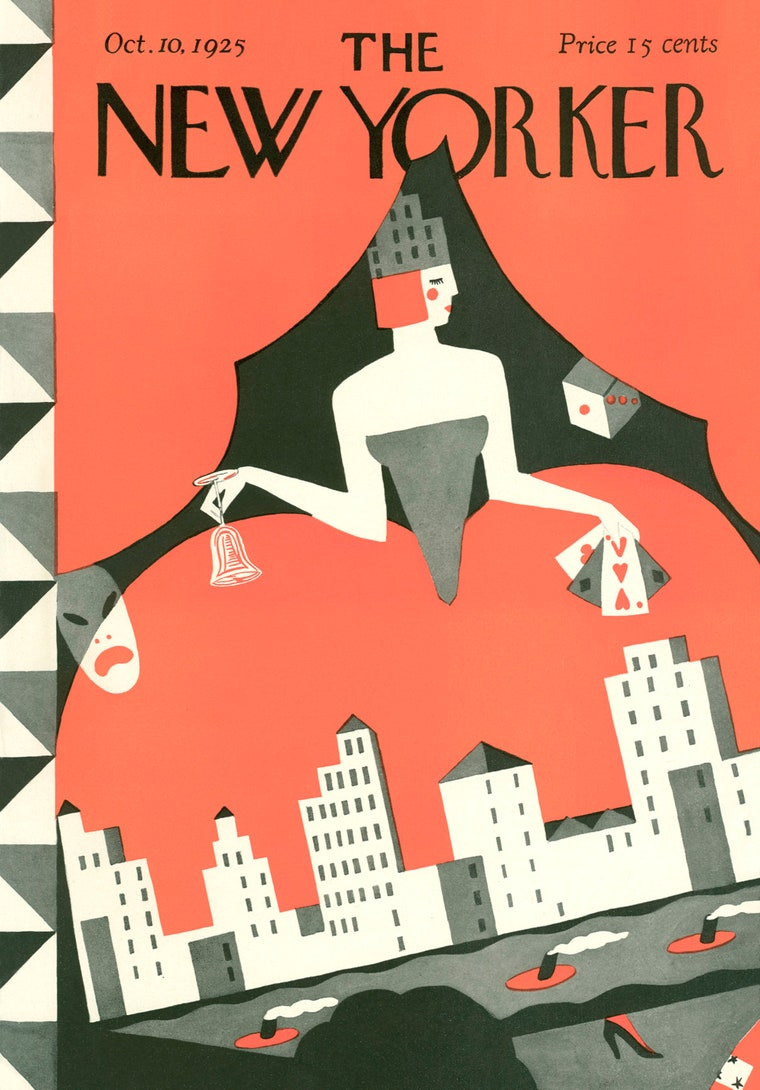
Couverture de The New Yorker par Ilonka Karasz, 10 octobre 1925.

## Carrière artistique

### Society of Mordern Art
Associée à un groupe d'autres artistes et designers nés en Europe, dont l'artiste et graphiste américain Winold Reiss, Ilonka Karasz fonde la Society of Modern Art en 1914. L'organisation publie la revue Modern Art Collector, qui propose une grande partie des premières créations de l'artiste. Sa première œuvre publiée est une affiche de théâtre avec des motifs en damier, un style graphique autrichien-allemand courant à cette époque.
La publication présente également ses motifs floraux stylisés et audacieux, ses dessins de couverture, ses illustrations de livres, son travail de typographie et ses panneaux décoratifs. Elle est également chargée à cette période de créer des publicités pour le grand magasin Bonwit Teller.

### Design textile et industriel
Pendant quelques années, Ilonka Karasz enseigne le design textile à la Modern Art School, une institution fondée en 1915, aux côtés de Marguerite Zorach et William Zorach. Elle devient la directrice et fondatrice de Design Group, une société de designers industriels, d'artisans et d'artistes. Des années 1910 aux années 1960, ses dessins inspirés à la fois par l'art populaire et l'art moderne, trouvent leur place dans une grande variété de textiles, de papiers peints, de tapis, de céramiques, de meubles, d'argenterie et de jouets,.
Entre 1916 et 1918, la designer remporte différents prix pour des dessins textiles présentés dans des concours organisés par le magazine de mode Women's Wear Daily. Dès 1918, elle est mentionnée comme " l'une des meilleures créatrices de textiles modernes ", tandis qu'en 1950, elle est considérée comme l'une des principales créatrices de papiers peints américains, connue pour avoir expérimenté différentes méthodes de transfert et de superposition d'images. Dans les années 1950, elle fait partie d'une poignée d'artistes sélectionnés par le fabricant d'aluminium Alcoa pour expérimenter l'utilisation de l'aluminium dans les revêtements muraux.
Tout au long de sa carrière, Ilonka Karasz réalise des travaux textiles pour des fabricants aux États-Unis, et notamment les enseignes Mallinson, Schumacher, Lesher-Whitman, Dupont-Rayon, Schwarzenbach et Huber, Cheney, Susquehanna Silk Mills, Standard Textile et Belding Brothers. L'une de ses créations les plus réussies, nommée Oak Leaves, est une commande de Lesher-Whitman. Cette composition est apparue dans de nombreuses publications sur le design moderne et les textiles contemporains.
Les contemporains de la designer, la considèrent alors comme une pionnière des textiles modernes tissés aux États-Unis, un domaine redouté par de nombreux créateurs textiles en raison de l'obligation de maîtriser le métier Jacquard.
Ilonka Karasz s'aventure dans un certain nombre de domaines inhabituels liés à la conception et à la production de textiles. Elle devient ainsi l'une des rares femmes à concevoir des textiles pour les avions et les voitures. À la fin des années 1920, la Dupont Rayon Company l'engage pour l'aider à améliorer la texture et le toucher de ses matériaux. Elle expérimente de nombreux nouveaux matériaux et procédés de fabrication tout au long de sa carrière. Son travail pour la F. Schumacher and Company en 1929, a notamment été utilisé dans un avion de l'équipementier Fokker.

### Mobilier et argenterie

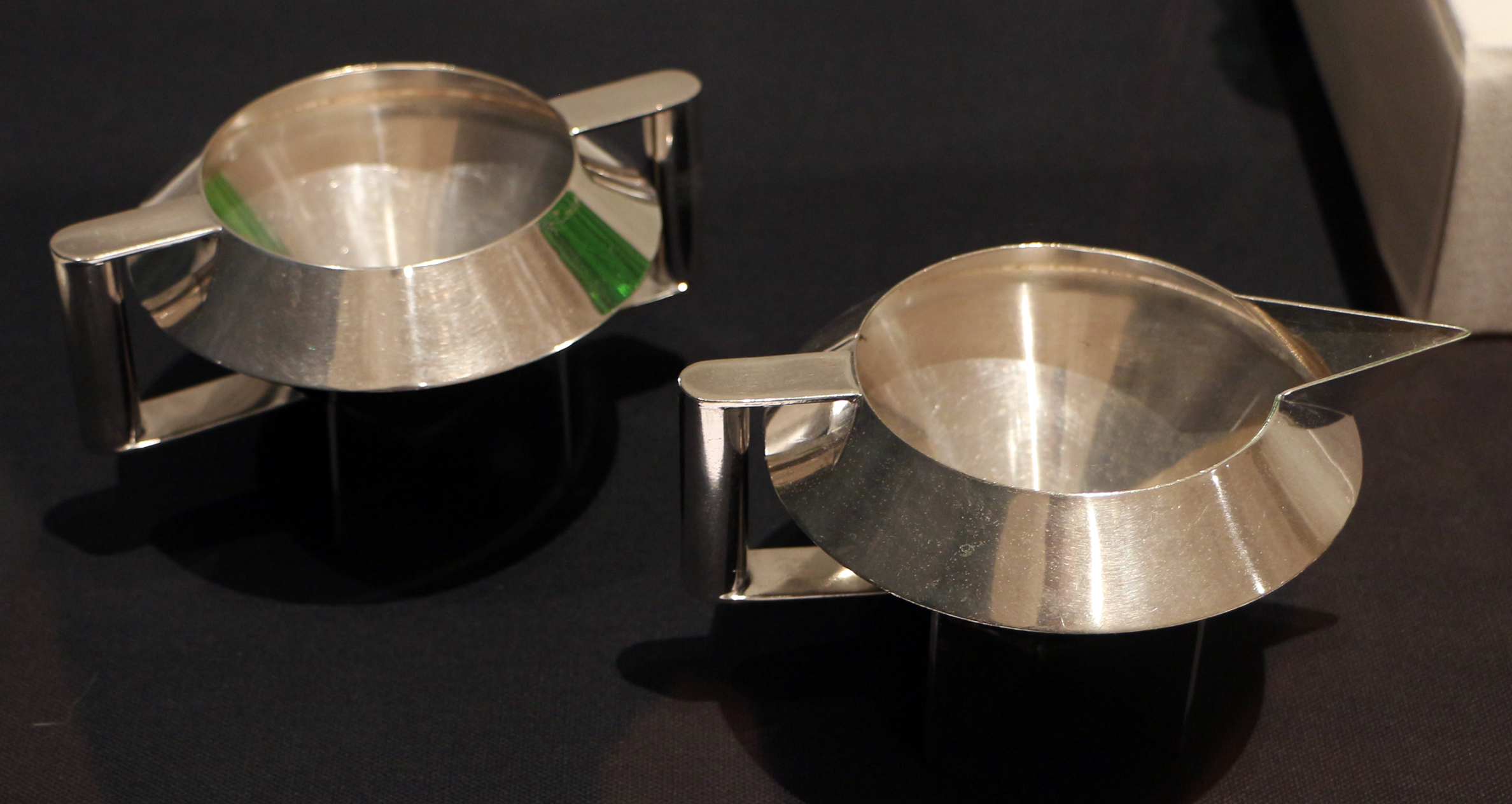
Sucrier et pot à lait créés par Ilonka karasz pour Paye & Baker manufacturing co, vers 1928.

L'exploration d'Ilonka Karasz en matière de mobilier et d'argenterie est plus intense à la fin des années 1920 et dans les années 1930. Ses meubles sont généralement rectilignes et fortement planaires, inspirés par le mouvement européen De Stijl. Elle conçoit également un certain nombre de pièces multifonctionnelles. En 1928, elle fait partie d'une exposition euro-américaine organisée par le grand magasin Macy's de New York, aux côtés d'éminents designers tels que Kem Weber, Bruno Paul et Josef Hoffmann.
Dans une autre exposition de 1928, organisée par l'American Designers' Gallery de New York, elle est la seule femme à qui l'on confie la responsabilité de concevoir une pièce entière. Elle imagine à la fois un studio modèle et une crèche. Cette œuvre est probablement considérée comme la première chambre d'enfant moderne conçue en Amérique. Ilonka Karasz poursuit ce projet par d'autres dessins de chambres d'enfant qui, de manière pragmatique, comportent des meubles convertibles et des tissus lavables. Ses dessins de chambres d'enfant visent à donner à l'enfant "le sentiment intime de posséder une pièce au lieu d'être possédé par elle". Des pièces qui permettent aux enfants d'explorer et de développer leurs capacités intellectuelles, dramatiques et spatiales.
La designer essaie d'intégrer des éléments qui aideraient les très jeunes enfants à apprendre, comme des boutons de commodes codés par un nuancier de couleurs. Son esthétique simple pour le mobilier reflète l'attention particulière portée à la conception pour la production de masse.
De 1934 à 1937, Ilonka Karasz conçoit et décore de la vaisselle en céramique pour l'entreprise Buffalo Pottery.

### Illustration

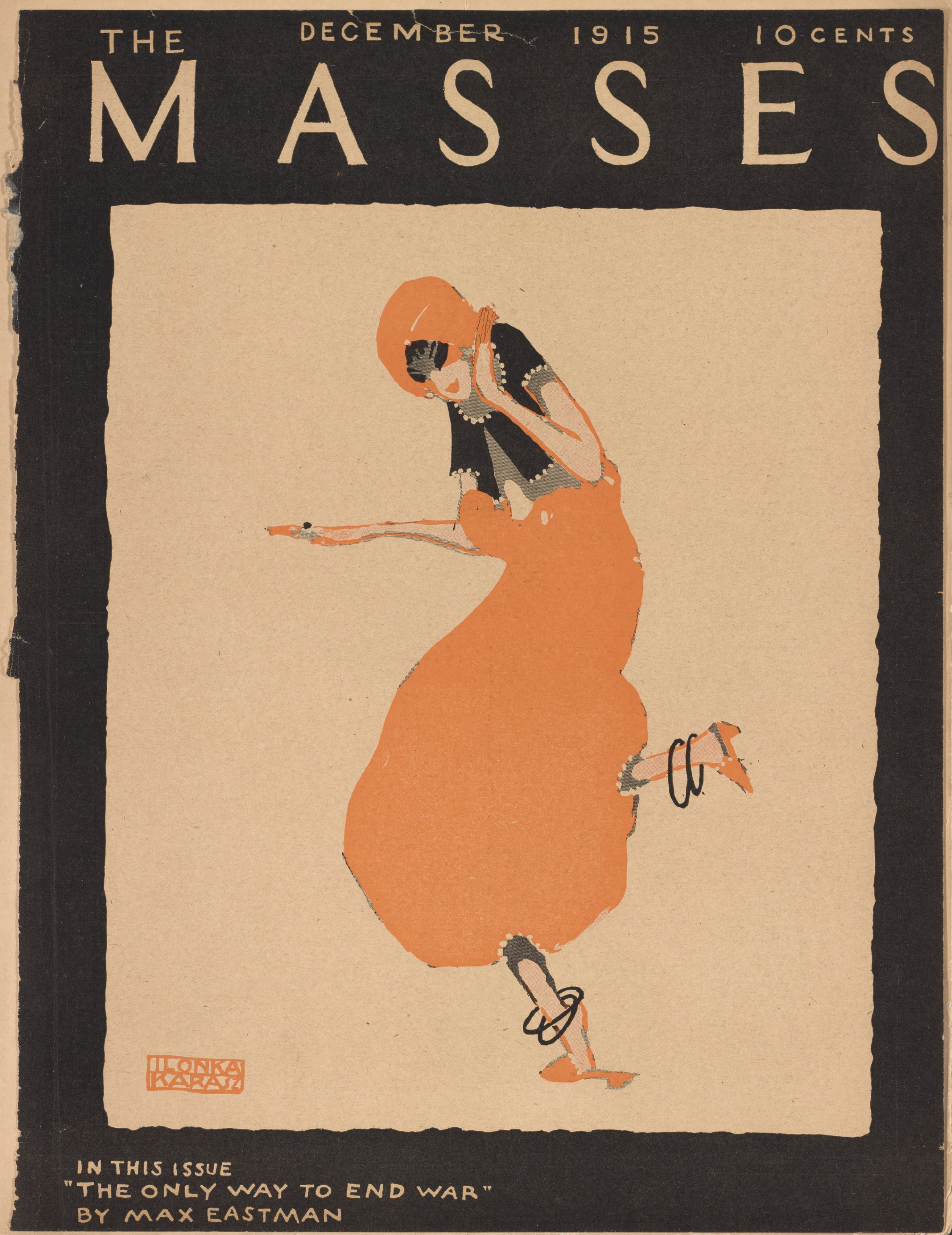
Couverture de The Masses par Ilonka Karasz, décembre 1915.

Au cours de la partie de sa carrière consacrée à l'illustration, Ilonka Karasz a souvent été surnommée le "peintre ermite". Ce surnom ne rend toutefois pas compte des travaux répétés qu'elle a réalisés pour diverses publications de Greenwich Village, et de l'impression qu'elle laisse à ses pairs. L'artiste commence à peindre des couvertures pour The New Yorker en 1924, et a continué jusqu'en 1973,.
Elle réalise au total cent quatre-vingt six couvertures pour le magazine américain au cours de ces six décennies, dont beaucoup présentent des vignettes vivantes de la vie quotidienne vues d'en haut, et dessinées avec des combinaisons de couleurs inhabituelles.
Ilonka Karasz a également créé des couvertures et des illustrations pour des magazines d'avant-garde dont Bruno's Weekly de Guido Bruno, Modern Art Collector ou Playboy : A Portfolio of Art and Satire, ainsi que pour des livres pour enfants tels que The Heavenly Tenants de William Maxwell. Les nombreuses cartes qu'elle a créées, principalement pour des livres mais aussi pour des couvertures de magazines, restent moins connues.

## Reconnaissance
En 2003, le Georgia Museum of Art  organise une rétrospective de ses peintures, gravures et dessins intitulée Enchanting Modern : Ilonka Karasz, 1896-1981,. Plusieurs douzaines de ses dessins, des livres d'échantillons de papier peint, de tapis et d'articles en métal font partie de la collection du Cooper Hewitt Museum,,.

## Illustrations

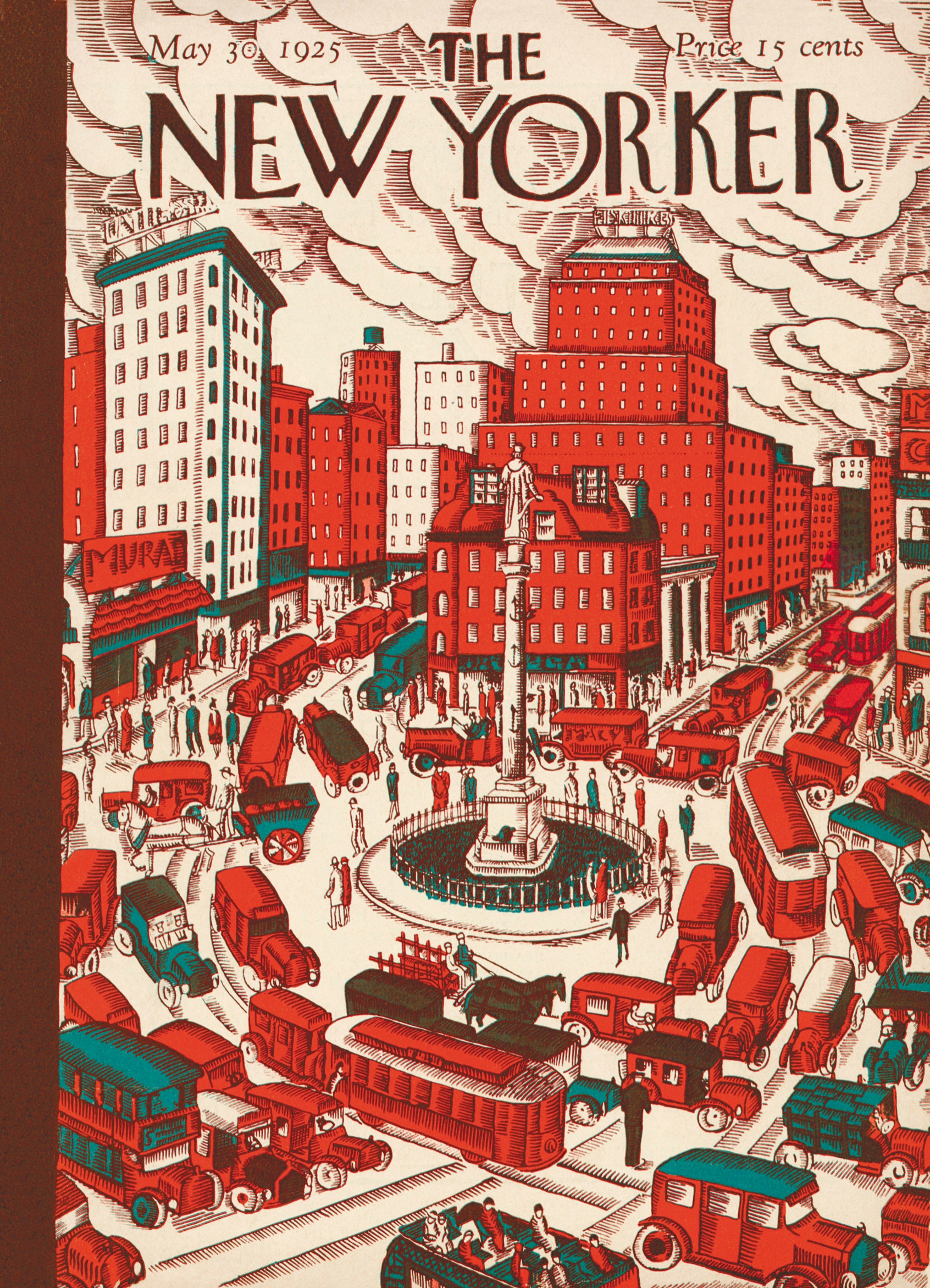
Couverture de The New Yorker, mai 1925.
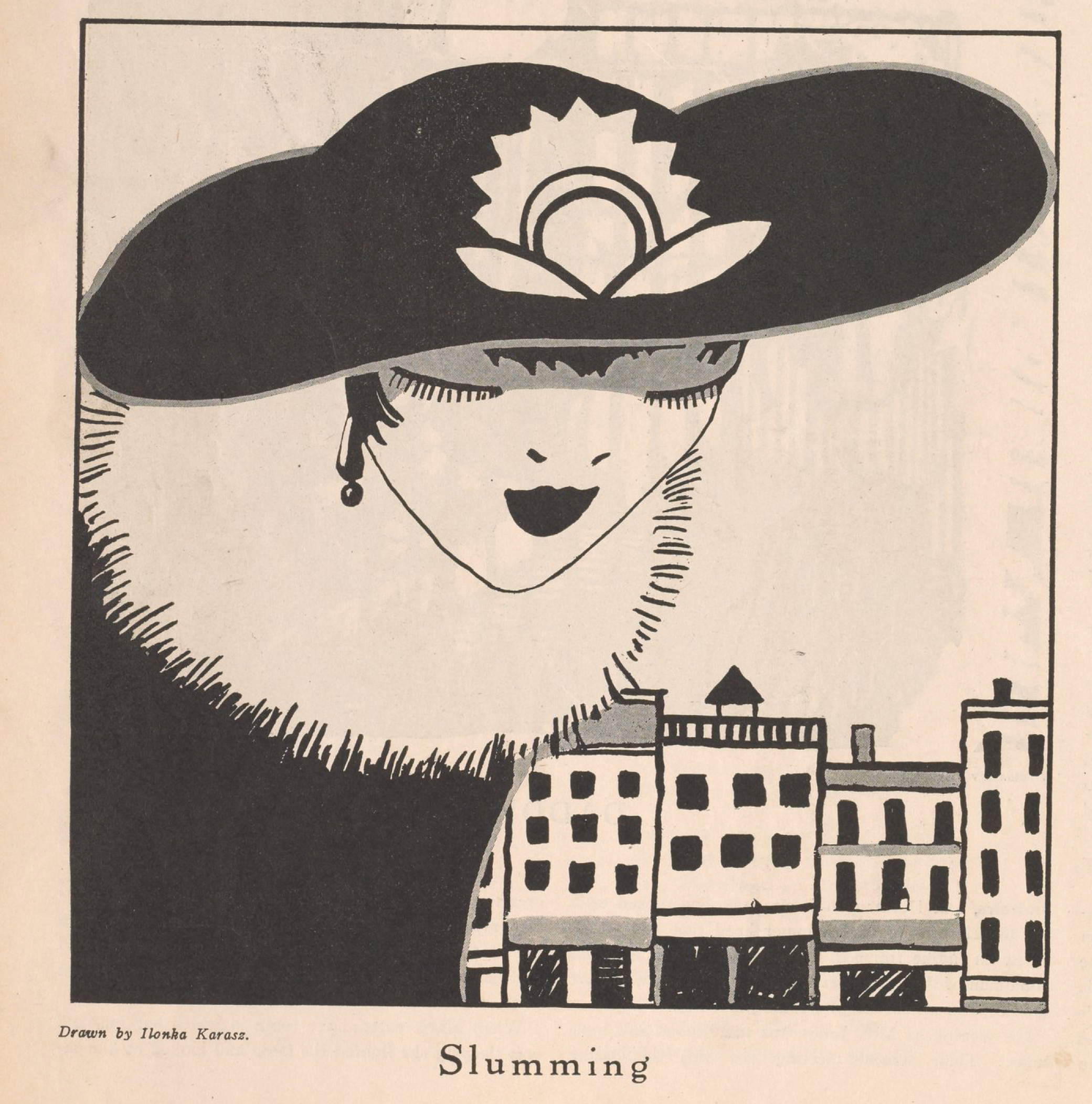
Illustration "Slumming" pour The Masses, avril 1916.
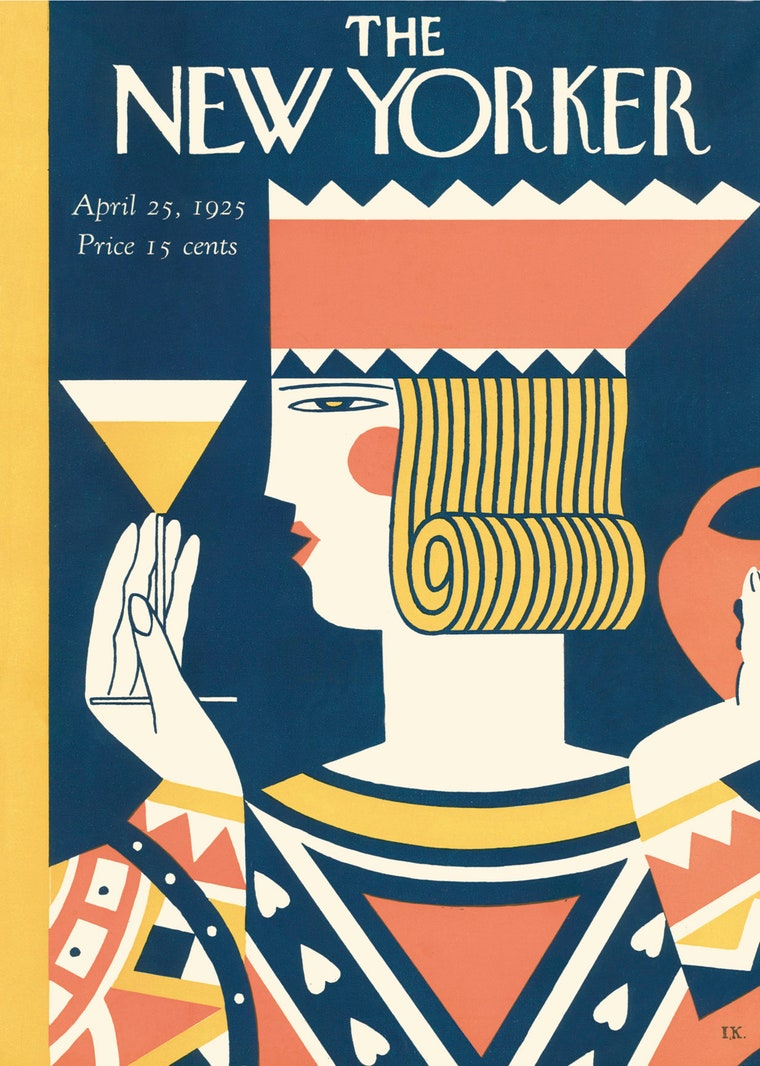
Couverture de The New Yorker, avril 1925.
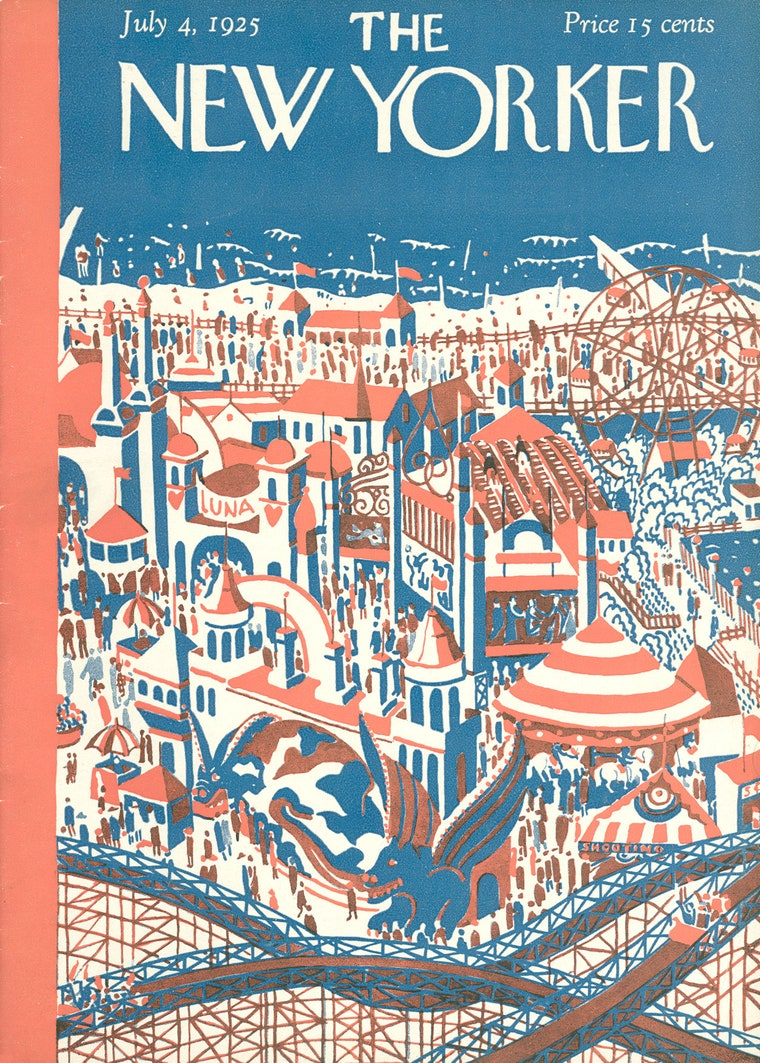
Couverture de The New Yorker, juillet 1925.
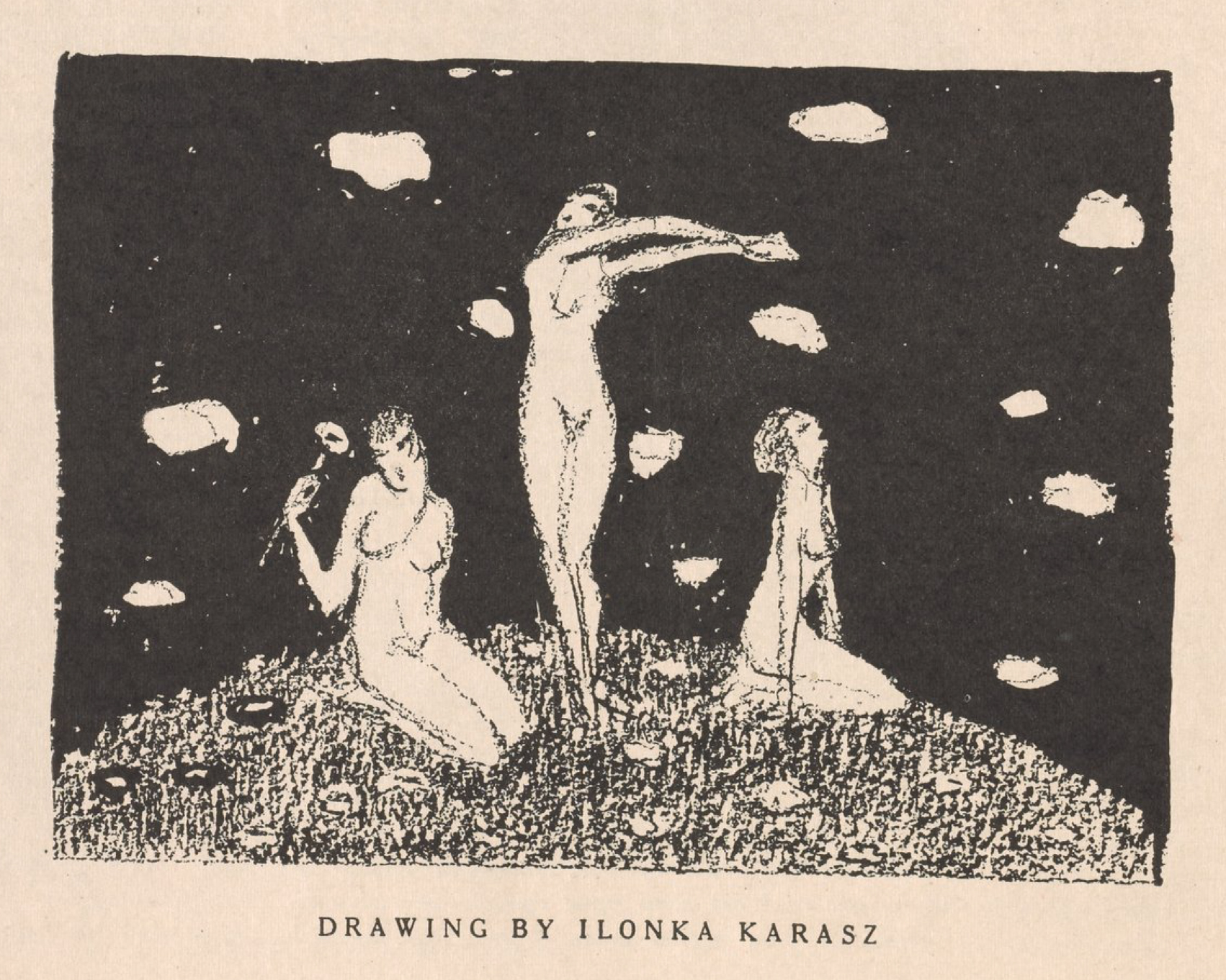
Dessin pour The Masses, décembre 1915.

### Illustration
- The Twelve Days of Christmas par Ilonka Karasz, HarperCollins, 1949,  (ISBN 978-0060230906)
- The Heavenly Tenants de William Maxwell, réédition Dover Publications Inc., 64p, 2017,  (ISBN 978-0486815299)

### Livre d'art
- Enchanting Modern: Ilonka Karasz (1896-1981), Ashley Callahan, Georgia Museum of Art, University of Georgia, 162p, 2003,  (ISBN 9780915977512)